# Ханна Сухоцка
Ха́нна Станисла́ва Сухо̀цка (на полски: Hanna Stanisława Suchocka) e полски политик, юрист и академичен преподавател, доктор на правните науки, доцент в университета „Адам Мицкевич“ в Познан.
1992 – 1993 г. е министър-председател на Полша, от 1997 г. до 2000 г. е министър на правосъдието и главен прокурор, в годините 2001 – 2013 е посланик на Полша във Ватикана, през 1980 – 1985 г. и 1989 – 2001 г. член на Сейма на ПНР VIII мандат, както и през годините 1991 – 2001 на Сейма I, II, III мандат, през 2015 – 2016 е първи вицепремиер на Венецианската комисия. Дама на Ордена на Белия Орел.

## Биография
Ханна Сухоцка е родена на 3 април 1946 г. в Плешев. Завършва Общообразователния лицей в Плешев, а през 1968 г. Право и администрация в университета „Адам Мицкевич“ в Познан, където също така през 1975 г. придобива образователната степен доктор в областта на правните науки.

### Научна дейност
През 1969 – 1972 г. придобива права на юрисконсулт. Работи като стажант във факултета, който завършва (1968 – 1969), научен работник в Института за развитие на промишлеността (1969 – 1972), асистент в Катедрата по конституционно право на Факултета по право и администрация към университета „Адам Мицкевич“ (1972 – 1990), също така стажант в Института по правни науки към Полската академия на науките (1990 – 2013). През 1986 г. изкарва стаж в Института Макс Планк в Хайделберг. През 1995 г. е гостуващ професор в Джорджтаунския университет във Вашингтон. От 1988 до 1992 г. преподава в Люблинския католически университет „Йоан Павел II“. През 1990 г. става асистент в Центъра за човешки права. Преподава също в Училището за публична администрация във Варшава и в Папската академия за социални науки. Става доцент на университета „Адам Мицкевич“, където оглавява Катедрата по конституционно право.

### Публична дейност по време на Полската народна република
От 1969 г. е част от Демократическата партия (Stronnictwo Demokratyczne). Участва в местната, регионалната и националната власт. Член на президиума и вицепредседател на градския комитет в Познан, секретар и вицепредседател на университетския комитет „Адам Мицкевич“, също така член на президиума и вицепредседател на Войводския комитет в Познан. През 1976 – 1981 г. участва в Централната ревизионна комисия във Варшава. Демократическата партия я препоръчва за Националния съвет на Познан (1973 – 1975), както и за Войводския национален съвет (19750 – 1980). По време на изборите през 1980 г. става член на Сейма на ПНР VIII мандат в Познански окръг. През 1980 – 1981 г. е член на Независимия самоуправляем профсъюз „Солидарност“. Сътрудничи си с Центъра за социални и политически изследвания към управителния съвет на Великополски регион.
На 8 октомври 1982 г., заедно с 4 други депутати от Демократичната партия се обявява срещу закона за делегализиране на профсъюза „Солидарност“, за което правата ѝ като член на партията са преустановени и е изключена от дейността на Депутатския клуб. През февруари 1984 г., заедно с Дорота Шимонидес и Збигнев Кледецки, напуска партията. Повече от година е безпартиен депутат.

### Публична дейност по време на Третата полска република
През годините 1989 – 2001 е депутат от Сейма, като е избирана последователно за: X мандат от Гражданския комитет, I и II мандат от листата на Демократичната уния, III каденция от листата на Уния на свободата. През 2001 г. не се кандидатира отново. През 1989 – 1992 г. е вицепредседател на Законодателната комисия. Била е също така член на полската делегация на Парламентарната асамблея на Съвета на Европа. По време на II мандат на Сейма е част и от Конституционната комисия на Народното събрание. През 1995 г. е вицепредседател на Венецианската комисия.
В редиците на Унията на свободата, заедно с Тадеуш Мазовецки, Тадеуш Сирийчик и Едвард Венде, представят консервативната партия, която се противопоставя на Съюза на демократичната левица и Унията на труда, като се застъпват за приемане на християнската чувствителност в програмата на групата.
На 10 юни 1992 г. получава подкрепата на Сейма, като става председател на Съвета на министрите, на следващия ден Сеймът свиква коалиционното ѝ правителство, което е съставено от седем центристки и десни партии.
Нейният кабинет получава също така подкрепа от депутатите на независимия профсъюз „Солидарност“ и Немското малцинство. Правителството е свалено в резултат на вот на недоверие на 28 май 1993 г. само с един глас преимущество. Задълженията на премиер изпълнява до 25 октомври 1993 г. Тя е първата жена премиер в историята на Република Полша.
Нейното правителство разработва програмата за обществена приватизация, реформата за въвеждането на повяти и големи войводства, закона за финансова реструктуризация на предприятия и банки.
През 1997 г. в правителството на Йежи Бузек по препоръка на Уния на свободата заема длъжността министър на правосъдието и главен прокурор.
През 1999 г. е кандидат за генерален секретар на Съвета на Европа (не получава подкрепата на социалдемократическата фракция и Съюза на демократичната левица). След разпадането на коалицията през 2000 г. (за което тя е против) си подава оставката като министър, свалена е от длъжност на 8 юни 2000 г.
На 5 октомври 2001 г. е назначена за посланик на Република Полша във Ватикана, а на 13 юни 2002 г. и на Суверенния Малтийски орден. Изпълнява тази длъжност до 19 юни 2013 г. От 1991 – 2016 г. е член на Венецианската комисия. През юни 2016 е избрана за почетен председател на комисията.
Автор е на книгите Rzymskie pasje, Kościoły Stacyjne Wiecznego Miasta (Rosikon Press, Izabelin-Warszawa 2013, ss.375).

## Личен живот
Ханна Сухоцка е дъщеря на Юзеф Сухоцки и Вандка от семейство Бончковски. Има сестра Елжбета. Нейната баба, Анна Сухоцка от семейство Чекановски, е член на Сейма в Познан (1918) и първата жена съветник в градския съвет на Плешев.

## Отличия и награди
- Орден на Белия Орел (2014)
- Голям кръст на Ордена на Пий IX (2004)
- Командор на Ордена на почетния легион (2016)
- Човек на годината на седмичник „Wprost“
- Доктор хонорис кауза на Университета на Оклахома (1993)
- Доктор хонорис кауза на университет „Кардинал Стефан Вишински“ (2011)
- Доктор хонорис кауза на Папския Латерански университет (2012)
- Почетен гражданин на Гроджиск Велкополски (1997) и Познан (2012)
- Златен медал на Фондацияа „Жан Моне“ за дейността ѝ в посока европейска интеграция и човешките права (1992)
- Международна награда за Мир, Свобода и Кооперация в Европа „Св. Войтех“, която се дава на хора, помогнали да се засилят връзката и контактите между Западна и Централна Европа (2015)
- „Жена на годината“ на месечника „Twój Styl“.

|  | Тази страница частично или изцяло представлява превод на страницата Hanna Suchocka в Уикипедия на полски. Оригиналният текст, както и този превод, са защитени от Лиценза „Криейтив Комънс – Признание – Споделяне на споделеното“, а за съдържание, създадено преди юни 2009 година – от Лиценза за свободна документация на ГНУ. Прегледайте историята на редакциите на оригиналната страница, както и на преводната страница, за да видите списъка на съавторите. ВАЖНО: Този шаблон се отнася единствено до авторските права върху съдържанието на статията. Добавянето му не отменя изискването да се посочват конкретни източници на твърденията, които да бъдат благонадеждни. |